# Japonopsimus orientalis
Japonopsimus orientalis är en skalbaggsart som först beskrevs av Masaki Matsushita 1933.  Japonopsimus orientalis ingår i släktet Japonopsimus och familjen långhorningar.
Artens utbredningsområde är Taiwan. Inga underarter finns listade i Catalogue of Life.